# کجکی
کجکی: داستان واقعی (انگلیسی: Kajaki: The True Story) منتشر شده در آمریکای شمالی تحت نام کیلو تو براوو (انگلیسی: Kilo Two Bravo) فیلمی در ژانر درام و جنگی به کارگردانی پاول کیتیس و نویسندگی تام ویلیامز است که در سال ۲۰۱۴ منتشر شد. فیلم‌نامه بر اساس داستان واقعی مارک رایت و گروهی از سربازان انگلیسی است که در نزدیکی سد کجکی در افغانستان مستقر بودند.

## جوایز
| جایزه                        | تاریخ مراسم    | دسته‌بندی                                              | نامزدها و برندگان                                             | نتیجه    |
| ---------------------------- | -------------- | ----------------------------------------------------- | ------------------------------------------------------------- | -------- |
| جوایز بفتا                   | ۸ فوریه ۲۰۱۵   | شروع برجسته یک نویسنده، کارگردان یا تهیه‌کننده انگلیسی | پاول کیتیس (کارگردان/تهیه‌کننده), آندره دی لوتبانیِ (تهیه‌کننده) | نامزدشده |
| جوایز فیلم‌های مستقل بریتانیا | ۶ دسامبر ۲۰۱۵  | تهیه‌کننده سال                                         | پاول کیتیس (کارگردان/تهیه‌کننده), آندره دی لوتبانیِ (تهیه‌کننده) | برنده    |
| جوایز بفتای اسکاتلند         | ۱۵ نوامبر ۲۰۱۵ | بهترین بازیگر نقش اول مرد                             | دیوید الیوت                                                   | برنده    |